# Johann Georg Bock
Johann Georg Bock (* 12. Mai 1698 in Königsberg (Preußen); † 7. Juli 1762 ebenda) war ein deutscher Literaturwissenschaftler und Dichter.

## Leben
Der Sohn des Königsberger Stadtchirurgen Georg Bock († 1729) und dessen Frau Barbara (geb. Ditter) ist der Bruder des Königsberger Professors Friedrich Samuel Bock.
Johann Georg Bock hatte seine Grundausbildung in Königsberg erhalten und hatte sich am 1. September 1714 an der Universität Königsberg immatrikuliert. Hier absolvierte er vor allem unter Johann Valentin Pietsch ein philosophisches Grundstudium. In jener Zeit entwickelte sich eine tiefe Freundschaft zu seinem Studienkollegen Johann Christoph Gottsched. 1726 wechselte er an die Universität Halle, wo er 1727 den akademischen Grad eines Magisters der philosophischen Wissenschaften erwarb.
Nach Königsberg zurückgekehrt, wurde er am 14. Oktober 1728 Dozent an der Königsberger Hochschule, 1732 Mitglied der Berliner Sozietät der Wissenschaften und im Wintersemester 1732 außerordentlicher Professor der Logik und Metaphysik. 1733 ernannte man ihn zum ordentlichen Professor der Poesie. 1758 wurde er Ehrenmitglied der Akademie der Wissenschaften in St. Petersburg und im Sommersemester 1762 wählte man ihn zum Rektor der Königsberger Alma Mater.
Während seiner Amtszeit als Rektor verstarb er.

## Werke (Auswahl)
- Dissertatio academica prior de pulchritudine carminum. (Resp. Jocob Heinrich Ohl) Reusner, Königsberg 1733. (Digitalisat)
- Dissertatio Solemnis Posterior De Pulchritudine Carminum. (Resp. Gottfried Theodor Stein) Reusner.  Königsberg 1733. (Digitalisat)
- Der deutsche Aesop, bestehend in drey hundert vier und zwanzig lehrreichen Fabeln welche in gebundener Schreibart entworfen und als moralische Wochenblätter stückweis ausgeliefert worden. Hartung, Königsberg 1743. (Digitalisat)
- Jubelrede auf das zweyte Jubelfest der Königsbergischen Akademie. Königsberg 1744.
- Gedichte. Königsberg 1756 (Digitalisat)
- Idioticon prussicum; oder, Entwurf eines preußischen Wörterbuches. Woltersdorf, Königsberg 1759. (Digitalisat)

Herausgeber
- Des Herrn Johann Valentin Pietschen ... Gebundne Schriften in einer vermehrtern Sammlung ans Licht gestellet von Johann George Bock. Königsberg 1740. (Digitalisat)